# Angel Whisper
『Angel Whisper』（エンジェル・ウィスパー）は、杏里の18枚目のオリジナル・アルバム。1996年7月29日発売。発売元はフォーライフ・レコード。

## 概要
17thアルバム『1/2&1/2』（1993年）以来およそ3年ぶりのオリジナル・アルバム。
全盛期の杏里の代名詞とも言える「夏」「海」をアップテンポで歌うスタイルが影を潜めバラードが中心となっているのが特徴。
また長年歌詞を提供してきた吉元由美が本作では外れていることも特徴である。

## 収録曲
全編曲：小倉泰治,作詞：森雪之丞,作曲：ANRI（特記以外）
1. 疑惑
2. レディの決意はダイヤモンドより硬い
3. あの夏に戻りたい
4. もうひとつのBirthday
5. 1996年の玉手箱
6. Angel's Gonna Cry
7. Legend of Love
  - 作詞：ANRI
8. 楽園をみつけた朝
9. Wedding Shower
  - 作詞：ANRI&森雪之丞
10. Antonio’s Song/The Rainbow
  - 作詞・作曲：MICHAEL FRANKS
11. Morning Dreamer
  - 作詞：ANRI
12. Celebration On The Beach
  - 作詞：JUNKO&AYA
  - 「あの夏に戻りたい」のカップリング曲。
13. もうひとつのBirthday（Reprise）